# Полев, Иван Осипович
Иван Осипович По́лев (? — 1605, Караманское поле) — голова и воевода, во времена правления Ивана IV Васильевича Грозного, Фёдора Ивановича, Бориса Годунова и Смутное время, основатель города Курск.
Из дворянского рода Полевы (смоленская ветвь Рюриковичей).
Младший сын Осипа Васильевича Полева. Имел брата Григория Осиповича.

## Биография
В 1577 году упоминается московским дворянином в списке бояр, окольничих и дворян, служивших по «выбору» этого года. В сентябре 1581 года, в чине стольника, на бракосочетании царя Ивана Грозного с Марией Фёдоровной Нагой нёс бархат к церкви и к подклету его стлал.
В 1586—1587 годах первый воевода в Пронске с Иваном Кобяковым, откуда направлен сходным воеводой Большого полка. В 1587 году второй воевода в сторожевом полку в Михайлове при первом воеводе князе Иване Токмакове. Это назначение его не устроило, и он стал "бить челом о местах" на князя Токмакова. Его челобитье было удовлетворено, и Государь не велел быть Полеву с Иваном Токмаковым, а велел по-прежнему оставаться воеводой в Пронске, откуда в октябре отпущен в Москву. В Боярском списке 1588/89 годов значится московским дворянином.
Зимой 1589—1590 года упоминался головой и есаулом в свите царя Фёдора Ивановича среди дворян во время похода против шведского короля Юхана III. В составе Государева полка принял участие в походах на Руговид, Ивангород, Копорье и Ям.
В 1590—1591 годах воевода в Михайлове, а потом 1-й воевода в г. Ряжске, с головой Василием Биркиным, откуда направлен сходным воеводой Сторожевого полка.
В 1591 году переведён командовать сначала передовым полком, затем отправлен в полк левой руки к воеводе князю Василию Кондаруковичу-Черкасскому. В июле того же года государь послал его с речки Битца первым головой против крымских татар во главе с Газы-Гираем бежавших от Москвы в рязанские места, с князем Фёдором Ивановичем Мстиславским, как знатнейшего из бояр. За этот поход Государь пожаловал его золотым. В этом же году местничал с князем Василием Григорьевичем Щербатым.
В 1592 году письменный голова при князе Трубецком в Передовом полку в походе к Новгороду, а оттуда под Выборг против шведов. По возвращении из похода сперва третий, а потом второй воевода в Орешке.
В 1592—1593 годах первый воевода в Михайлове, а оттуда сходный воевода Передового полка в Туле, где участвовал в походе за крымскими татарами.
В 1594 году, первый воевода Сторожевого полка на крымских рубежах, а когда назначались воеводы по полкам, опять назначен в сторожевой полк, который стоял в Михайлове.
В 1595 году первый воевода в Ливнах, откуда ходил на поле в Оскол в Козину поляну, в марте указано ему послать дворян и детей боярских с казаками в разъезды для охранения от прихода крымцев.
В середине 1590-х годов начался новый этап в продвижении рубежей Московского государства на юг. В июле 1596 года была отправлена военная экспедиция во главе с головами Иваном Лодыженским, Третьяком Якушкиным и подьячим Никифором Спиридоновым, целью которых был поиск мест для устройства новых городов. После их возвращения в столицу было принято решение об основании Белгорода, Оскола и Курска.
Летом 1596 (1586, 1597) году, вместе с головой Нелюбом Огарёвым и подьячим Яковом Окатьевым по указу царя Фёдора Ивановича, первый при строительстве деревянной крепости (острога) на древнем Курском городище, погибшего в конце XIII века, которая фактически положила начало современному Курску, населяя город и уезд переведенцами из Мценска и Орла, а также иных добровольцев из других городов. Осенью этого же года, после постройки крепости оставлен там воеводой, а в 1597 году отпущен в Москву.
В 1598 году, в чине московского дворянина, подписался под соборным определением об избрании царём Бориса Годунова. В марте того же года «по крымским вестем», прислан первым воеводой в Рязань, а оттуда сходным воеводой в Тулу с князем Татевым в Большом полку.
Тогда же Полев начал местнический спор с воеводой Михаилом Салтыковым.
И государь, выслушав Иванова челобитья, Ивану молыл:
„Ведаешь ты и сам, что яз приговорил со всем собором и з бояры, что всем быть без мест.

И ты почему так воруешь, ведаешь наш приговор да бьешь челом о месте?

А тебе пригоже быти с Михайловыми внуком, не токмо с Михаилом“.

Царь велел посадить Полева в тюрьму, а из тюрьмы велел Ивана Полева к Михаилу Салтыкову послать головою.
И по государеву указу Иван Полев в тюрьме сидел, а из тюрьмы послан на Рязань к Михаилу Салтыкову».
После отзыва воеводы окольничего М. Г. Салтыкова в Москву назначен на его место.
Тогда же с ним местничался воевода Василий Измайлов.
А воевода Иван Полев писал к государю, что велено быть на государеве службе ему да Василью Измайлову.
И Василей де живёт в деревне, а на съезд к нему не ездит, а говорит, что ему меньши его быти невместно.
И Василей Измайлов тем ево бесчестит; и государь бы ево, Ивана, пожаловал, велел ему от Василья оборонь учинити. И государь царь… Борис Федорович… указал, велел Василью Измайлову ехать к Москве.
Весной 1599 года первый воевода в Михайлове, в начале июля на воеводстве в Ряжске, откуда послан в "рязанские места" против "воинских людей крымских", за службу вновь пожалован золотым, в декабре вместе с бояриным и воеводой князем Н.Р. Трубецким принимал участие в походе под Новгород в качестве головы Передового полка.
В 1600 году второй воевода в сторожевом полку, который стоял в Орле, где вновь местничал с князем В.Г. Щербатовым. Из Орла ходил вместе с князем Татевым в основанный им город Курск в связи с крымской угрозой. В 1600-1601 годах, по новой росписи (вероятно, около ноября), направлен вторым (третьим) воеводой в Псков (старшими были кн. Голицын и Вельяминов, которых в мае того же года заменил Ж. С. Сабуров), а в 1602-1603 годах первый воевода в Пскове. Будучи псковским воеводой, он доносил о проезде через этот город рыцаря Лея, ехавшего в Москву, и описывал его проезд.
В 1603—1604 годах послан воеводой передового полка ставить города на Тереке под командованием князя В. И. Бахтеяровым-Ростовским.
В 1604—1605 годах вместе с воеводами Иваном Бутурлиным и Осипом Плещеевым участвовал вторым воеводой Передового полка в Шевкальском походе на Тарковского шамхала в Дагестан, имевший целью присоединение земель Восточного Кавказа. Весной 1605 года в Тарках был осаждён турками, крымскими татарами и местным населением. После долгой осады был заключён договор, согласно которому русские должны были оставить Тарки. Взамен осаждавшие гарантировали им беспрепятственное возвращение на родину. Однако после выхода русских за пределы укреплений на них вероломно напали кумыки под предводительством Султан-Махмуда. В ожесточенной битве на Караманском поле среди других воевод смертью храбрых пал командующий Бутурлин и Иван Осипович Полев, вместе со своим единственным сыном Алексеем.
Владел вотчинами и тремя поместьями в Костромском уезде.

## Семья
От брака с Аксиньей Ивановной — дочерью Ивана Петровича Невежина, имели детей:
- Полев, Алексей Иванович[8] — жилец (1615-1616), стольник (1624-1632)[9], московский дворянин (1636-1658)[9], писал челобитную царю Алексею Михайловичу, в которой упоминает и своего отца (1649). В 1643 году продал в Костромском уезде вотчину жены Анны Алексеевны и бабки Марии Васильевны, вдовы Константина Ивановича Мономахова[10].
- Прасковья Ивановна — жена (с 1616) кравчего, а затем окольничего и боярина Михаила Михайловича Салтыкова.
- № Ивановна — отец дал в приданое своему зятю князю Никите Ивановичу Егупову-Черкасскому сельцо Митинское на реке Соть в Костромском уезде.

## Критика
В биографической справке об Иване Осиповиче Полеве, представленной в составе электронного ресурса "Правящая элита Русского государства в правление Ивана Грозного", указано, что он якобы уже в 1564 году был стряпчим, а в 1550-1551 годах ездил послом в Крым. Это явная ошибка: эти известия относятся к Ивану Васильевичу Полеву Большому, умершему в 1555 году.
В статье о И.О. Полеве в "Русском биографическом словаре" основание Курска ошибочно отнесено к 1586 году.
Его сын — Алексей Иванович не погиб вместе с отцом, о чём свидетельствуют его дальнейшая служба и челобитная написанная им в 1649 году, где он упоминает своего отца и его гибель в Тарках.